# Ernst Wandersleb
Ernst Wandersleb (12. dubna 1879, Gotha – 2. května 1963, Jena) byl německý fyzik, fotograf, vzduchoplavec, horolezec a filantrop.

## Životopis
V roce 1897 odmaturoval jako nejlepší ve své třídě na gothajském gymnáziu Ernestin. Pak začal studovat fyziku, matematiku a chemii, kterou absolvoval v Jeně, Mnichově a v Berlíně. V roce 1901 složil doktorát „summa cum laude“ (s nejvyšší pochvalou) u fyzika Adolfa Winckelmanna (1848–1910) s prací na téma pružnost skla a téměř okamžitě získal místo ve společnosti Carl Zeiss AG v Jeně. Přední představitel firmy Ernst Abbe ho přivedl do fotografického oddělení po bok Paula Rudolpha, vynálezce objektivu Tessar. Wandersleb se zde zabýval především propočty nových fotografických objektivů a brzy rozpoznal možnost, jak rozšířit jejich světelnost.
V říjnu 1904 byl dokončen výpočet objektivu Tessar 1:4.5‘, později byl tento sériově vyráběný objektiv známý jako „orlí oko“. V roce 1905 absolvoval Wandersleb svůj první let balonem a vášnivé nadšení pro létání ho už neopustilo. Spolu s profesory a kolegy z Carl Zeiss Jeny založil v roce 1908 Durynský spolek pro balónové létání. Během svých více než čtyřiceti balonových letů (do roku 1913) nasbíral dostatek zkušeností, které ho přivedly k tomu, že začal v továrně Zeiss konstruovat přístroje sloužící k průzkumu terénu ze vzduchu. Když se stal ve svých 32 letech nástupcem Paula Rudolpha, musel se svého, tehdy značně nebezpečného koníčku vzdát. Stejně tak musel zanechat i horolezectví (v roce 1911 vystoupil kupř. na 4 809 m vysoký Mont Blanc).
Kromě fyziky se Wandersleb zajímal rovněž o astronomii, zoologii a umění. V Jeně byl znám také jako mecenáš hudebního života. Založil mimo jiné Akademický sbor, který byl v roce 1918 přejmenován na Filharmonický sbor.
Jeho žena Emmy, rodným jménem Eppenstein, pocházela z židovské rodiny, v době Třetí říše byl proto on i jeho blízcí diskriminováni. Wandersleb sám dostal z firmy Carl Zeiss AG výpověď. Jeho dětem se podařilo včas emigrovat, manželka Emmy byla ale deportována do koncentračního tábora Terezín, kde se jí podařilo přežít do konce války.

## Balonové létání
V roce 1905 se Wandersleb stal členem organizace „Deutscher Verein für Luftschifffahrt“ (Německý vzduchoplavecký spolek), v témže roce absolvoval svůj první balonový let a později složil ze vzduchoplavectví zkoušku. V roce 1909 podnikl v balonu svoji první samostatnou výpravu. Jako zaměstnanec fotografické divize firmy Carl Zeiss Jena byl při svých letech vybaven nejvýkonnější a nejmodernější optikou. Vznikla tak sbírka několika stovek leteckých snímků i ze vzdálených částí středního Německa (týkají se hlavně Duryňska a Saska), ale jeho výpravy mířily až k Baltu a také do Rakouska a Švýcarska, ba i do Čech. V mnoha případech šlo o nejranější letecké snímky míst a krajiny, vesměs i dnes v udivující kvalitě.
Podrobně zdokumentovaná sbírka Ernsta Wandersleba s více než 800 vlastními i dalšími leteckými snímky z balonového létání se nachází od roku 1962 v archivu Leibnizova geografického ústavu (Leibniz-Institut für Länderkunde – IfL) v Lipsku.